# Yutong
Zhengzhou Yutong Group Co., Ltd. или само Yutong е китайски производител на автобуси със седалище в гр. Джънджоу, Китай. Компанията е мащабна индустриална група, специализирана в производството на автобуси, строителни машини, автомобилни части и компоненти, недвижими имоти и др.
Като основно предприятие в групата,  Yutong Bus Co., Ltd. има четири производствени бази, специализирани в проектирането и производството на автобуси с традиционно и такива с алтернативно задвижвания, превозни средства със специално предназначение и части и компоненти за автобуси. Благодарение на съвременните линии за галванично антикорозионно покритие на цялото тяло на автобуса, роботизирано боядисване, специализиран експериментален център за автобуси, модерните линии за производство и контрол, Yutong се нарежда на челните места в световното автобусно производство и към момента държи над 10% от пазара на автобуси в световен мащаб.
Като водеща международна автобусна марка, Yutong е носител на множество награди от BAAV, връчени през годините. Сред тях са:
- Автобусен производител на годината“;
- Награда за иновации в категория „Автобуси“;
- Награда за безопасност в категория „Туристически автобуси“;
- Награда за най-екологична компания в категория Автобуси и др.

Компанията и продуктите ѝ са отличени с редица сертификати, доказващи качеството и високите стандарти, на които отговарят автобусите Yutong. Такива са WVTA сертификатите, сертификатите ГОСТ за цели превозни средства, издадени от Службата за сертификация на превозните средства на Русия, сертификатите ADR, издадени от австралийските органи; сертификат за контрол на качеството ISO / TS16949 и др.
На китайския пазар Yutong притежава отличие за „Най-добра китайска марка“ и отличие за „Най-позната запазена марка“. Допълнително, марката и продуктите ѝ притежават специален сертификат за освобождаване от експортен контрол, издаден от Китайската държавна администрация за качествен контрол.

## Продукти и иновации
Zhengzhou Yutong Group Co., Ltd. разполага с пълна 5 – 25 m продуктова гама от над 200 продуктови серии, обхващаща различни пазарни сегменти, включително шосеен пътнически транспорт, туризъм, градски, междуградски и училищни автобуси, превозни средства със специално предназначение и др. Големи инвестиции се правят за разработки и иновации при автобусите с алтернативните задвижвания. Yutong отдавна започна разработването на горивоспестяващи технологии и автобуси с алтернативно задвижване. Автобусният гигант развива целенасочена и мащабна развойна дейност, благодарение на което вече е усвоил редица технологии за съчетаване и оптимизация на автобуси с алтернативно задвижване, системна интеграция и контрол, безконтактно зареждане на автобуси и др. Голяма стъпка напред в развитието на решенията за градски и междуградски транспорт е технологията за производство на автобуси с горивна клетка, която китайският лидер вече е разработил. Yutong е първият в света производител, който приключи тестовото изпитание на безпилотен автобус.
С пълна гама автобуси с алтернативно задвижване с дължина от 7 до 18 m, компанията има оперативен опит в повече от 140 различни града, доставяйки до март 2016 над 35 000 автобуса с алтернативно задвижване, което ѝ осигурява пазарен дял от над 30% в Поднебесната империя. Обемът на продажбите на напълно електрически автобуси Yutong превишава 16 000 броя.
Само през 2015 г. Yutong има доставени над 20 000 автобуса с алтернативно задвижване, от които над 13 000 броя са напълно електрически.
Инвестициите и разработките в посока екологичен транспорт са приоритетни за компанията, тъй като моделите с алтернативно задвижване могат да намалят емисиите на CO₂ със 720 000 тона годишно, което се равнява на абсорбиращата способност на 2000 хектара широколистни гори.

## Фотогалерия
- Автобус Yutong ZK6118HGA в Санкт Петербург
- Туристически автобус Yutong ZK6129H